# Józef Młynarczyk
Józef Młynarczyk (Nowa Sól, 1953. szeptember 20. –) világbajnoki bronzérmes lengyel labdarúgó, kapus.

## Pályafutása

### Klubcsapatban
Az Astra Nowa Sól korosztályos csapatában kezdte a labdarúgást. 1970 és 1974 között a Dozamet Nowa Sól kapusa volt. 1974 és 1977 között a Stal Bielsko-Biała, 1977 és 1980 között az Odra Opole, 1977 és 1980 között a Widzew Łódź labdarúgója volt. A Widzewwel kétszer nyert lengyel bajnokságot. 1984–85-ben a francia a Bastia, 1986 és 1989 között a portugál FC Porto kapusa volt. Tagja volt az 1986–87-es idényben BEK-győztes együttesnek.

### A válogatottban
1979 és 1986 között 42 alkalommal szerepelt a lengyel válogatottban. Az 1982-es spanyolországi világbajnokságon bronzérmet szerzett ez együttessel. Tagja volt az 1986-os mexikói világbajnokságon részt vevő csapatnak.

### Edzőként
Visszavonulása után kapusedzőként tevékenykedett a lengyel válogatottnál illetve annak korosztályos csapatainál. Továbbá az FC Porto, a Wisła Płock, az Amica Wronki, a Widzew Łódź, és a Lech Poznań együttesénél.

## Sikerei, díjai
- Az év lengyel labdarúgója (1983)

 Lengyelország
- Világbajnokság
  - bronzérmes: 1982, Spanyolország

 Widzew Łódź
- Lengyel bajnokság
  - bajnok (2): 1980–81, 1981–82

 FC Porto
- Portugál bajnokság
  - bajnok (2): 1985–86, 1987–88
- Portugál kupa
  - győztes: 1988
- Portugál szuperkupa
  - győztes: 1987
- Bajnokcsapatok Európa-kupája (BEK)
  - győztes: 1986–87
- UEFA-szuperkupa
  - győztes: 1987
- Interkontinentális kupa
  - győztes: 1987